# جون باترسون (سياسي أمريكي، مواليد 1744)
جون باترسون هو محامي وقاضي وضابط وسياسي أمريكي، ولد في 1744 في نيو بريتن في الولايات المتحدة، وتوفي في 19 يوليو 1808 في ليسلي في الولايات المتحدة. نشط حزبياً في الحزب الجمهوري الديمقراطي. وقد انتخب عضو جمعية ولاية نيويورك ‏ وانتخب عضو مجلس نواب ماساتشوستس ‏ وانتخب عضو مجلس النواب الأمريكي ‏.